# Pentapodus
Pentapodus là một chi cá biển thuộc họ Cá lượng. Chi này được lập bởi Georges Cuvier vào năm 1824.

## Từ nguyên
Tên chi được ghép bởi hai âm tiết trong tiếng Hy Lạp cổ đại: pénte (πέντε; "năm") và podós (ποδός; "chân"), hàm ý không rõ. Theo Valenciennes (1835), người gọi chi này là Pentapus, đề cập đến 3 vảy cá dài, nhọn, mỗi bên vây bụng một cái và một cái ở giữa chúng, làm cho chúng như có đến 5 vây bụng.

## Các loài
Hiện hành có 13 loài được ghi nhận trong chi này, bao gồm:
- Pentapodus aureofasciatus Russell, 2001
- Pentapodus berryae Allen, Erdmann & Brooks, 2018
- Pentapodus bifasciatus (Bleeker, 1848)
- Pentapodus caninus (Cuvier, 1830)
- Pentapodus emeryii (Richardson, 1843)
- Pentapodus komodoensis Allen & Erdmann, 2012
- Pentapodus nagasakiensis (Tanaka, 1915)
- Pentapodus numberii Allen & Erdmann, 2009
- Pentapodus paradiseus (Günther, 1859)
- Pentapodus porosus (Valenciennes, 1830)
- Pentapodus setosus (Valenciennes, 1830)
- Pentapodus trivittatus (Bloch, 1791)
- Pentapodus vitta Quoy & Gaimard, 1824

Theo Motomura và Harazaki (2007), có những khác biệt về kiểu màu sắc và hình thái giữa các quần thể P. aureofasciatus từ những vùng địa lý khác nhau, cho thấy "P. aureofasciatus" có thể bao gồm nhiều loài hoặc phân loài.